# 909 Ulla
909 Ulla
909 Ulla là một tiểu hành tinh bay quanh Mặt Trời.